# تيريزا مانينو
تيريزا مانينو (بالإيطالية: Teresa Mannino)‏ هي مقدمة تلفزيونية وممثلة إيطالية، ولدت في 23 نوفمبر 1970 في باليرمو في إيطاليا.

## وصلات خارجية
- تيريزا مانينو على موقع IMDb (الإنجليزية)
- تيريزا مانينو على موقع ميوزك برينز (الإنجليزية)
- تيريزا مانينو على موقع قاعدة بيانات الفيلم (الإنجليزية)
- تيريزا مانينو على موقع كينوبويسك (الروسية)